# НК-144
НК-144 (изделие «Ф») — двухконтурный двухвальный турбореактивный двигатель с форсажной камерой (ТРДДФ), разработанный на Куйбышевском моторном заводе под руководством Н. Д. Кузнецова. Предназначался для установки на сверхзвуковой пассажирский самолёт Ту-144.

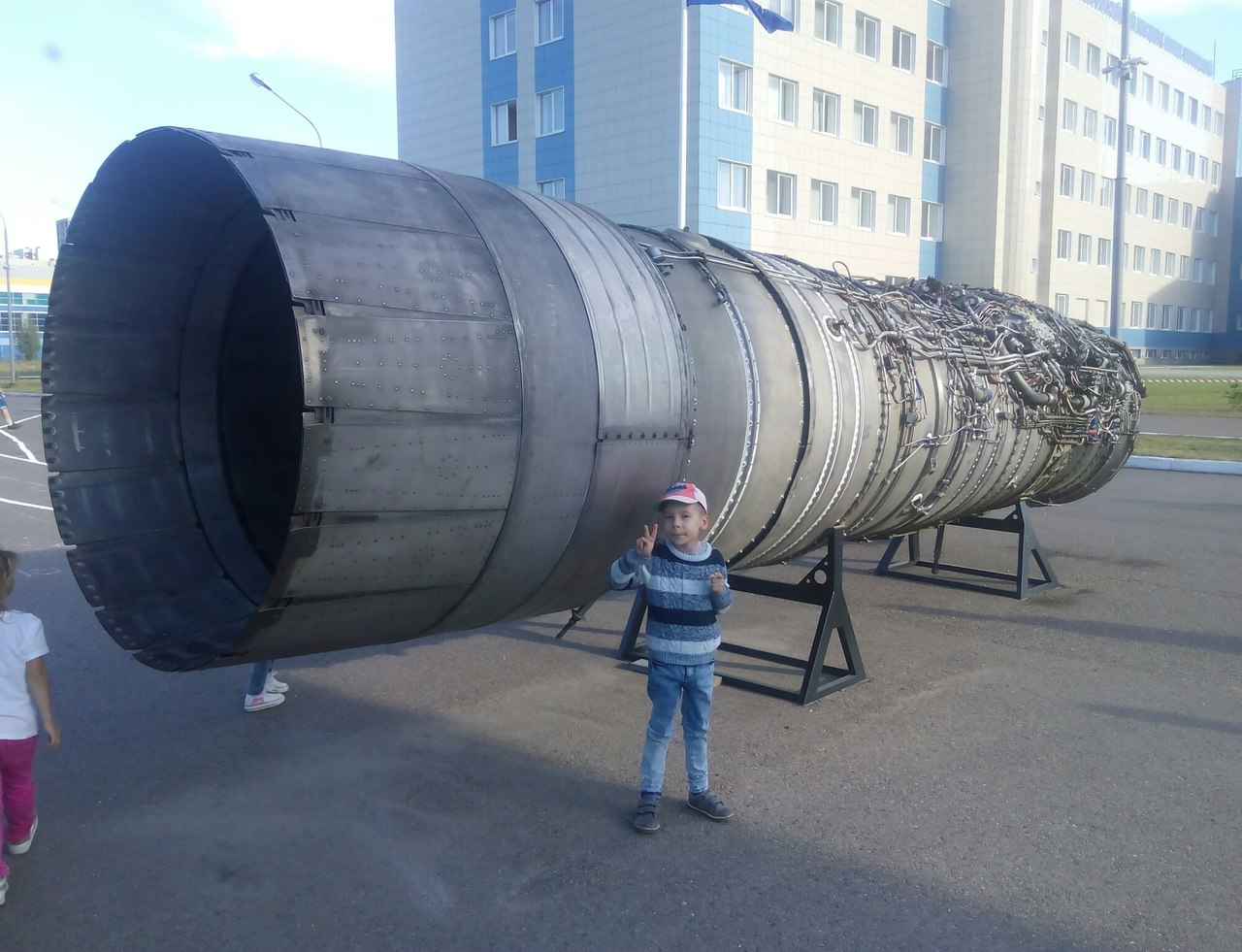
Двигатель НК-144 на постаменте у здания КАИ в г. Казани

## Разработка
Разработка двигателя начата в 1963 году, при этом использовался опыт работ и узлы ТРДДФ НК-6. Компрессор низкого давления двигателя НК-144 пятиступенчатый, с двумя ступенями вентилятора и тремя (на одну больше, чем у НК-6) подпорными ступенями. Компрессор высокого давления имеет шесть ступеней. Турбина высокого давления одноступенчатая, а низкого давления — двухступенчатая. Форсажная камера — общая для обоих контуров, в отличие от НК-6, где она имелась только во внешнем контуре. Двигатель был способен длительно работать на форсажных режимах. Серийный вариант самолёта (1973 г.) выпускался с более мощными двигателями НК-144А, с трёхступенчатым вентилятором. С 1974 года создавался ещё более мощный НК-144В, обладавший значительно улучшенной экономичностью на режиме крейсерского сверхзвукового полёта, но в 1980 году его разработка была прекращена из-за свёртывания программы Ту-144.
В дальнейшем на базе НК-144 была разработана линейка мощных турбореактивных двигателей для тяжёлых самолётов КБ Туполева: НК-22, НК-23, НК-25 (Ту-22М/М2). 
Для восстановления самолёта Ту-144ЛЛ №77114 была создана модификация НК-32-1. Самолёт использовался по программе исследований американского агентства NASA.